# Neoseiulus womersleyi
Neoseiulus womersleyi är en spindeldjursart som först beskrevs av Schicha 1975.  Neoseiulus womersleyi ingår i släktet Neoseiulus och familjen Phytoseiidae. Inga underarter finns listade i Catalogue of Life.